# Joseph Warlencourt

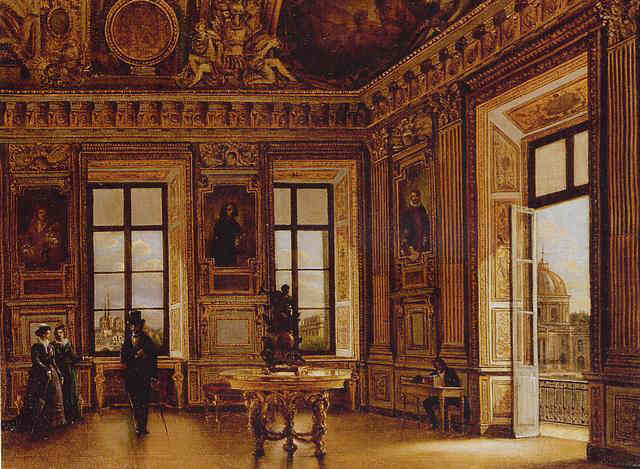
Persone nel Salon d'Apollon

Joseph Warlencourt (Bruges, 16 gennaio 1784 – Bruges, 7 novembre 1845) è stato un pittore belga.

## Biografia
Allievo di David, espose nei Salons parigini dal 1817 al 1841 e si specializzò in dipinti che riproducevano interni di edifici. 

## Opere
- Veduta della chiesa di Notre-Dame de Bruges, Musée Groeninge, Bruges
- Veduta dell'antica sala del Tibre, Louvre, Parigi
- Persone nel Salon d'Apollon al Louvre, collezione privata
- Interno di Saint-Étienne du Mont, 1836
- Interno della cattedrale di Bruges, 1837
- Interno di Saint-Étienne du Mont, 1838
- Interno di Saint-Eustache, 1838
- Interno di Saint-Germain-l'Auxerrois, 1839